# Mariadas Kagithapu
Mariadas Kagithapu MSFS (ur. 7 września 1936 w Visakhapatnamie, zm. 26 lutego 2018 tamże) – indyjski duchowny katolicki, biskup diecezjalny Guntur (1974–1982) oraz biskup diecezjalny, a następnie arcybiskup Wisakhapatnam w latach 1982/2001–2012.

## Życiorys
Święcenia kapłańskie otrzymał 5 czerwca 1961.
19 grudnia 1974 papież Paweł VI mianował go biskupem diecezjalnym Guntur. 5 maja 1977 z rąk arcybiskupa Innayya Chinna Addagatla przyjął sakrę biskupią. 10 września 1982 mianowany biskupem diecezjalnym Wisakhapatnam. 16 października 2001 otrzymał godność arcybiskupią. 3 lipca 2012, ze względu na wiek, złożył rezygnację z zajmowanej funkcji na ręce papieża Benedykta XVI.
Zmarł 26 lutego 2018.